# فيل تاكر
فيل تاكر (بالإنجليزية: Phil Tucker)‏ هو مخرج أمريكي، ولد في 22 مايو 1927 في كانساس في الولايات المتحدة، وتوفي في 30 نوفمبر 1985 في لوس أنجلوس في الولايات المتحدة.

## وصلات خارجية
- فيل تاكر على موقع IMDb (الإنجليزية)
- فيل تاكر على موقع ألو سيني (الفرنسية)
- فيل تاكر على موقع أول موفي (الإنجليزية)
- فيل تاكر على موقع قاعدة بيانات الأفلام السويدية (السويدية)
- فيل تاكر على موقع قاعدة بيانات الفيلم (الإنجليزية)
- فيل تاكر على موقع كينوبويسك (الروسية)